# Hope (película de Maria Sødahl)
Hope (en noruego: Håp) es una película dramática noruega de 2019 dirigida por Maria Sødahl. La película es candidata por Noruega al Premio Oscar de mejor película en lengua extranjera.
La película está basada en la experiencia de la propia directora y su marido Hans Petter Moland.

## Sinopsis
La vida de una pareja se desgarra cuando a la esposa le diagnostican tres meses de vida debido a un cáncer cerebral.

## Reparto
- Andrea Bræin Hovig como Anja
- Stellan Skarsgård como Tomas

## Premios
2020 Premios del Cine Europeo. Nominada a Mejor dirección y actriz (Bræin Hovig).